# China F2 2008
El China F2 Futures de 2008 es un evento de tenis masculino que se lleva a cabo en la ciudad de Dong Guan entre el 21 y 27 de enero de 2008.
Entrega una bolsa de premios de 15.000 dólares.

## Campeones
- Individuales masculinos:  David Guez
- Dobles masculinos:  Paolo Lorenzi /  Giancarlo Petrazzuolo

## Cabezas de serie
A continuación se detallan los cabeza de serie de cada categoría. Los jugadores marcados en negrita están todavía en competición. Los jugadores que ya no estén en el torneo se enumeran junto con la ronda en la cual fueron eliminados.

### Cabezas de serie (individuales)
| 1. | David Guez        | derrota a   | Benjamin Balleret | Ganador          |
| 2. | Laurent Recouderc | pierde ante | Woong Sun Jun     | Cuartos de final |
| 3. | Martin Fischer    | pierde ante | Paolo Lorenzi     | Cuartos de final |
| 4. | Josseline Ouanna  | pierde ante | Zhe Li            | 1.ª ronda        |
| 5. | Prakash Amritraj  | pierde ante | Woong Sun Jun     | 2.ª ronda        |
| 6. | Paolo Lorenzi     | pierde ante | David Guez        | Semifinal        |
| 7. | Alberto Brizzi    | pierde ante | Benjamin Balleret | Cuartos de final |
| 8. | Ti Chen           | pierde ante | Shao Xuan Zeng    | 2.ª ronda        |

### Cabezas de serie (dobles)
| 1. | Xin Yuan Yu Shao Xuan Zeng        | pierden ante | Paolo Lorenzi Giancarlo Petrazzuolo | 2.ª ronda |
| 2. | Federik Nielsen Rasmus Norbi      | pierden ante | Paolo Lorenzi Giancarlo Petrazzuolo | Final     |
| 3. | Martin Fischer Philipp Oswald     | pierden ante | Prakash Amritraj Ti Chen            | 1.ª ronda |
| 4. | Antal Van Der Duim Amir Weintraub | pierden ante | Vivek Shokeen Adam Vejmelka         | 2.ª ronda |